# Richard Drax

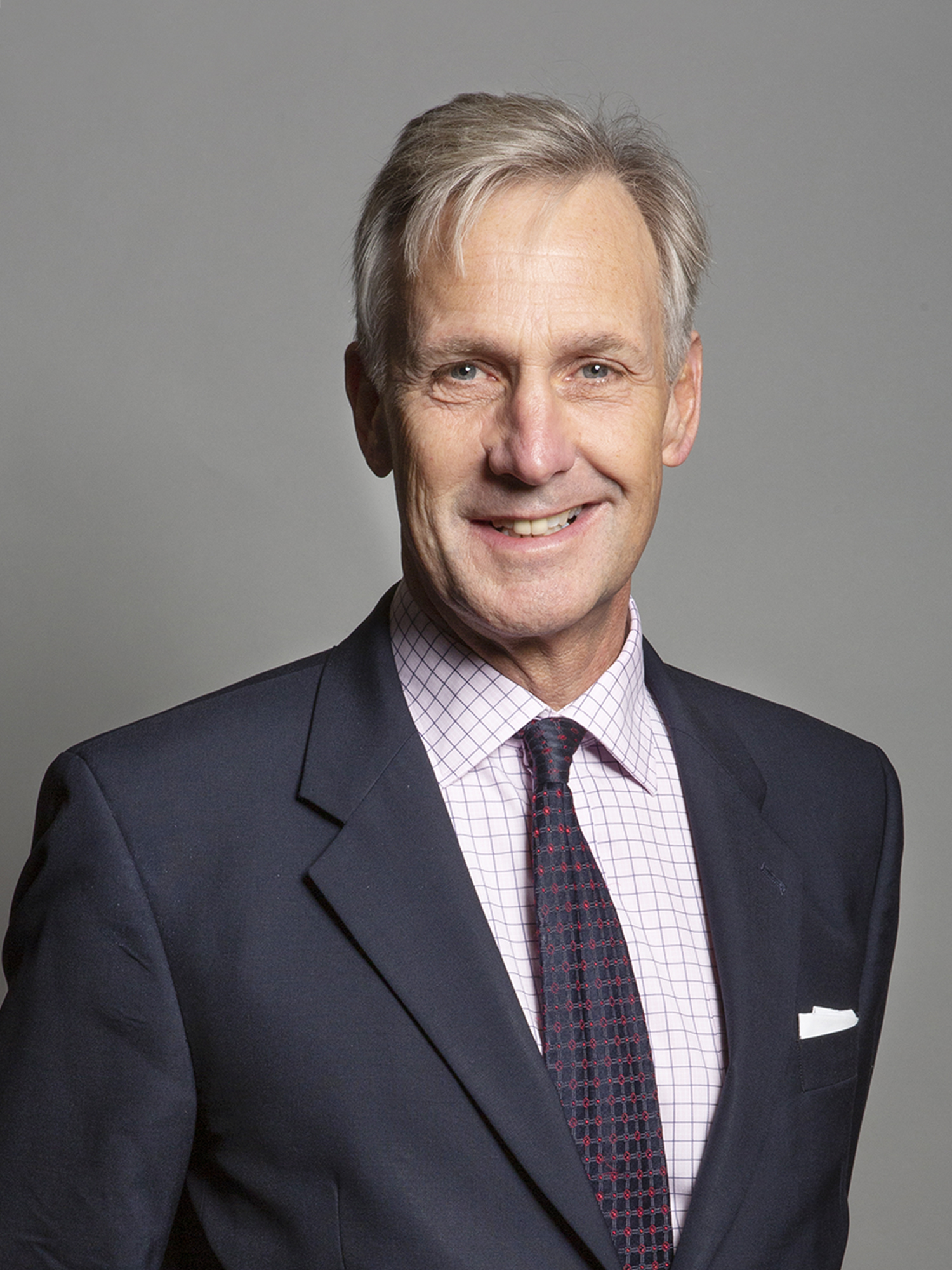
Richard Drax (2019)

Richard Grosvenor Plunkett-Ernle-Erle-Drax (* 29. Januar 1958) in Westminster ist ein britischer Politiker der Konservativen Partei.
Er ist der älteste Sohn des Walter Plunkett-Ernle-Erle-Drax aus dessen Ehe mit Hon. Pamela Rose Weeks, Tochter des Ronald Weeks, 1. Baron Weeks. Väterlicherseits ist er ein Urenkel des John William Plunkett, 16. Baron Dunsany.
Plunkett-Ernle-Erle-Drax besuchte die Harrow School, diente zwischen 1978 und 1987 als Offizier der Coldstream Guards in der British Army und erreichte dort den Rang eines Captain. Ab 1991 arbeitete er als Journalist. Aus seiner 1985 geschlossenen und 1997 geschiedenen ersten Ehe mit Zara Victoria Legge-Bourke hat er zwei Töchter und einen Sohn. Seit 1998 ist er mit Eliza Sarah Dugdale verheiratet. 2010 errang er einen Sitz als Abgeordneter im Wahlkreis South Dorset und zog in das Unterhaus ein. Bei den Unterhauswahlen 2015, 2017 und 2019 wurde er in seinem Wahlkreis wiedergewählt. Bei der Generalwahl im Jahr 2024 verlor er seine Mehrheit gegenüber des Labourkandidaten. Plunkett-Ernle-Erle-Drax lebt auf dem Landsitz Charborough House in Dorset.
Plunkett-Ernle-Erle-Drax geriet in die Schlagzeilen, als er 2020 versuchte, die Erbschaftssteuer für den Landsitz Drax Hall auf Barbados zu umgehen. Zu dem Landsitz, den er 2017 von seinem Vater geerbt hatte, gehören 250 ha Land. Seine ererbten Besitzungen auf Barbados gehen auf den Sklavenhändler und Sklavenhalter Sir James Drax (um 1609–1662) zurück, der Anteile an den Sklavenschiffen Samuel und Hope besaß und die ersten Zuckerrohrplantagen auf Barbados anlegte, und auch auf Jamaika eine Plantage besaß. Inzwischen plant die Regierung von Barbados, von Drax Wiedergutmachung zu fordern, unter anderem die Umwandlung von Drax Hall in ein Museum, das die Geschichte des karibischen Sklavenhandels dokumentiert.